# Malacoraja kreffti
Malacoraja kreffti és una espècie de peix de la família dels raids i de l'ordre dels raïformes.

## Morfologia
- Els mascles poden assolir 70 cm de longitud total.[6][7]

## Reproducció
És ovípar i les femelles ponen càpsules d'ous, les quals presenten com unes banyes a la closca.

## Hàbitat
És un peix marí, de clima temperat i demersal que viu fins als 1.200 m de fondària.

## Distribució geogràfica
Es troba a l'oceà Atlàntic: les illes Fèroe i Islàndia.

## Costums
És bentònic.

## Observacions
És inofensiu per als humans.